# Michael Roaf
Pour les articles homonymes, voir Roaf.
Michael Roaf, né le 20 mai 1947, est un archéologue britannique spécialiste de la Mésopotamie et de l’Antiquité iranienne.

## Biographie
Il étudie l’archéologie orientale à l’University College de Londres, et soutient une thèse portant sur les sculptures et sculpteurs de Persépolis en 1983 à l’université d’Oxford. De 1981 à 1985  , il dirige la British School of Archaeology en Irak, puis enseigne son domaine à l’université de Californie. Il occupe actuellement une chaire d’archéologie proche-orientale à l’université de Munich.
Son métier l’amène à conduire de nombreuses fouilles en Iran, Irak, Turquie, et à Bahreïn. Il participe notamment aux fouilles de Tepe Nush-i Jan sous la direction de David Stronach, avec lequel il coécrit un ouvrage y décrivant les principaux bâtiments d’époque mède. 

## Principales publications
- (en) 1983 :  Michael Roaf, Sculptures and Sculptors at Persepolis (1983),  Journal of the British Institute of Persian Studies vol. XXI, 1983.
- (en) 1991 : Michael Roaf, The Cultural Atlas of Mesopotamia and the Ancient Near East, Checkmark Books (1991), 238pp.  (ISBN 0816022186)
- (en) 1991 : Cultural Atlas of Mesopotamia and the Ancient Near East, Brepols, Turnhout. Édition française[2]    Equinox, Oxford, 1990, traduit de l'anglais par Ph. Talon.  (ISBN 2-503-50046-3)
- (en) 2001 : Giovanni B. Lanfranchi, Michael Roaf, Robert Rollinger), Continuity of Empire (?) Assyria, Media, Persia (History of the Ancient Near East Monographs, V) (Paperback) -  (Proceedings of the International Meeting held in Padova), S.a.r.g.o.n. Editrice Libreria (2001), 468pp ASIN: B000OGRY9A